# Gianyar (Kecamatan)
Gianyar ist eine Kleinstadt im Süden der Insel Bali in Indonesien. Der Distrikt (Kecamatan) Gianyar ist Verwaltungssitz des gleichnamigen Regierungsbezirks (Kabupaten) Gianyar und zählte Ende 2021 etwa 100.000 Einwohner (2021) – nach Sukaweti ist dies der zweitstärkster Kecamatan.

## Geographie
Der Kecamatan Gianyar grenzt im Südwesten an Blahbatuh, im Nordwesten an Tampaksiring, im Nordosten an den Kabupaten Bangli und im Osten an den Kabupaten Klungkung. Schließlich bildet die Balisee im Süden eine natürliche Grenze.

## Verwaltungsgliederung
Der Distrikt Gianyar untergliedert sich in 12 Desa und 5 Kelurahan.
| Kode PUM 1    | Dorf 2               | Fläche (km²) Ende 2021 | Einwohner Census 2010 | Einwohner Census 2020 | Einwohner Ende 2021 | Dichte Einw. pro km² |
| ------------- | -------------------- | ---------------------- | --------------------- | --------------------- | ------------------- | -------------------- |
| 51.04.03.2001 | Tulikup              | 5,88                   | 7.373                 | 8.913                 | 8.908               | 1.514,97             |
| 51.04.03.2002 | Sidan                | 2,60                   | 4.639                 | 5.462                 | 5.601               | 2.154,23             |
| 51.04.03.1003 | Samplangan           | 3,66                   | 5.332                 | 6.240                 | 5.837               | 1.594,81             |
| 51.04.03.2004 | Lebih                | 2,44                   | 6.599                 | 7.333                 | 7.649               | 3.134,84             |
| 51.04.03.1005 | Abianbase            | 2,44                   | 6.055                 | 7.550                 | 7.153               | 2.931,56             |
| 51.04.03.1006 | Gianyar              | 2,15                   | 13.379                | 14.510                | 14.162              | 6.586,98             |
| 51.04.03.1007 | Bitera               | 3,97                   | 7.816                 | 9.347                 | 8.414               | 2.119,40             |
| 51.04.03.1008 | Beng                 | 1,56                   | 4.239                 | 5.113                 | 4.959               | 3.178,85             |
| 51.04.03.2009 | Bakbakan             | 4,88                   | 5.065                 | 5.606                 | 5.693               | 1.166,60             |
| 51.04.03.2010 | Siangan              | 4,23                   | 5.415                 | 6.457                 | 6.445               | 1.523,64             |
| 51.04.03.2011 | Suwat                | 1,10                   | 1.286                 | 1.532                 | 1.623               | 1.475,45             |
| 51.04.03.2012 | Petak                | 3,30                   | 3.412                 | 4.217                 | 4.451               | 1.348,79             |
| 51.04.03.2013 | Serongga             | 2,49                   | 4.307                 | 5.537                 | 5.321               | 2.136,95             |
| 51.04.03.2014 | Petak Kaja           | 2,80                   | 3.301                 | 3.874                 | 4.072               | 1.454,29             |
| 51.04.03.2015 | Temesi               | 3,48                   | 3.559                 | 4.157                 | 4.024               | 1.156,32             |
| 51.04.03.2016 | Sumita               | 2,33                   | 2.441                 | 2.666                 | 2.759               | 1.184,12             |
| 51.04.03.2017 | Tegal Tugu           | 2,21                   | 2.625                 | 2.930                 | 2.969               | 1.343,44             |
| 51.04.03      | Kecamatan Gianyar000 | 51,55                  | 86.843                | 101.444               | 100.040             | 1.940,64             |
Ergebnisse aus Zählungen: 2010 und 2020 bzw. Fortschreibung

## Demographie

### Bevölkerungsentwicklung der letzten drei Halbjahre
| Datum      | Fläche (km²) | Einwohner | männlich | weiblich | Dichte (Einw./km²) | Sex Ratio (m*1000/w) |
| ---------- | ------------ | --------- | -------- | -------- | ------------------ | -------------------- |
| 31.12.2020 | 51,55        | 100.814   | 50.603   | 50.211   | 1.955,66           | 1.007,81             |
| 30.06.2021 | 51,55        | 100.375   | 50.388   | 49.987   | 1.947,14           | 1.008,02             |
| 31.12.2021 | 52,00        | 100.040   | 50.243   | 49.797   | 1.923,85           | 1.008,96             |Fortschreibungsergebnisse
Ende 2021 waren 94,12 Prozent der Einwohner Hindus; 4,49 Muslime; 0,66 Prozent Protestanten und 0,37 Prozent Katholiken sowie 0,33 Prozent Buddhisten. Daneben gibt es noch eine kleine Minderheit (27) von Konfuzianern.

## Sehenswürdigkeiten
- Taman Safari Bali
- Taman Sari Wasserfall
- Kanto Lampo Wasserfall
- Goa Rang Reng Wasserfall
- Taman Nusa – Kulturpark